# ایا اوچیدا
ایا اوچیدا (انگلیسی: Aya Uchida; ۲۳ ژوئیهٔ ۱۹۸۶ – ) صداپیشگی در ژاپن، خواننده، تهیه‌کننده تلویزیونی، و صدا پیشه اهل ژاپن بود. وی از سال ۲۰۰۸ میلادی تاکنون مشغول فعالیت بوده‌است.